# Sturmbannführer

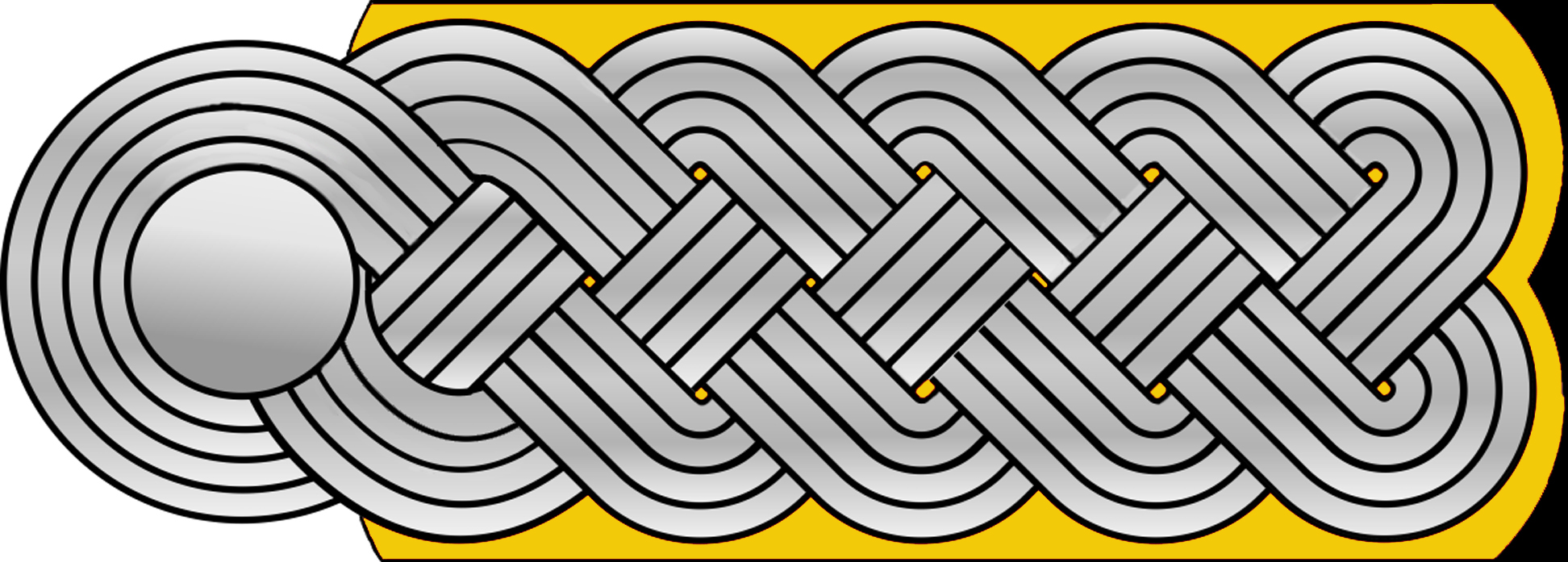
Galón de SS-Sturmbannführer.

Emblema de cuello para un SS-sturmbannführer.

Sturmbannführer (equivalente al de mayor) fue uno de los rangos militares de la Alemania nazi usado tanto en las Sturmabteilung (SA, unidad de asalto) como en las Schutzstaffel (SS, cuerpo de protección) y las Waffen-SS.
Su traducción bien podría ser "comandante de la unidad de asalto". Este rango siguió la tradición de las tropas de asalto, originadas en la Primera Guerra Mundial, en las que el título de sturmbannführer lo ejercía el comandante de batallón.
El título de Sturmbannführer de las SA se creó por primera vez en 1921, siendo uno de los primeros que posteriormente adoptarían las SS. En el Heer (Ejército alemán) equivalía a mayor, y a comandante en el Ejército de tierra español donde no existe el grado de mayor. Este rango era superior al de hauptsturmführer (capitán).
- Datos: Q161104
- Multimedia: Rank badges of SS Sturmbannführer / Q161104